# Peninsula High School
Peninsula High School je střední škola v obci Purdy, jen kousek severně od města Gig Harbor v americkém státě Washington. Nachází se na kopci přehlížejícím Hendersonův záliv a Burleyho lagunu.

## Historie
Škola byla založena v roce 1947 na stejném místě, kde se nachází nyní. Jedná se o první instituci ve státě Washington, která svým týmům říká Seahawks, tým NFL Seattle Seahawks byl založen téměř o 30 let později. V době svého založení byla jedinou školou obsluhující Klíčový poloostrov, ale když v roce 1978 byla založena Gig Harbor High School, začali ji navštěvovat pouze žáci žijící severně od Harborview Drive v centru Gig Harboru nebo na Foxově ostrově.

## Sporty
Škola nabízí ve svém programu mnoho sportů, mezi něž patří baseball, basketbal, přespolní běh, softball, americký fotbal, bowling, golf, fotbal, plavání, tenis, atletika, volejbal, vodní pólo a zápas. Posledním týmem, který zaznamenal velký úspěch, byl tým přespolního běhu, který se nedávno umístil na druhém místě na státním mistrovství. V roce 2006 podobného úspěchu dosáhl baseballový tým školy, v roce 1978 tým amerického fotbalu dokonce mistrovství vyhrál. Trenérem byl tehdy Larry Lunke.

## Známí absolventi
- Paul Skansi – bývalý hráč NFL na pozici wide receivera, dlouhodobě hrál za Seattle Seahawks
- Mark Fuhrman – bývalý detektiv Los Angeles Police Department známý pro svou roli při vyšetřování vraždy hráče amerického fotbalu O. J. Simpsona
- Raonall Smith – bývalý hráč NFL na pozici linebackera, především za Minnesota Vikings